# معتمدية فرنانة
معتمدية فرنانة إحدى معتمديات الجمهورية التونسية، تابعة لولاية جندوبة.

### مواضيع ذات علاقة
- ولاية جندوبة.